# 沼館町
沼館町（ぬまだてまち）は、秋田県平鹿郡にあった町。現在の横手市南西部、雄物川両岸にあたる。本項では町制前の名称である沼館村（ぬまだてむら）についても述べる。

## 地理
- 山：三ツ森山、金峰山
- 河川：雄物川

## 歴史
- 1889年（明治22年）4月1日 - 町村制の施行により、沼館村、今宿村、二井山村、矢神村、会塚村の区域をもって沼館村が発足。
- 1901年（明治34年）7月23日 - 沼館村が町制施行して沼館町となる。
- 1955年（昭和30年）4月1日 - 福地村・里見村および雄勝郡明治村の一部（大沢）と合併して平鹿郡雄物川町が発足。同日沼館町廃止。

## 交通

### 鉄道路線
- 羽後交通
  - 横荘線
    - 沼館駅 - （村域外） - 二井山駅

## 著名出身者
- 倉田政嗣 (作詞家)
- 佐々木康 (映画監督)
- 塩田団平 (銀行家)